# Premiership Rugby 1997-1998
Premiership Rugby 1997-98 fu l'11º campionato nazionale inglese di rugby a 15 di prima divisione.
Si tenne dal 23 agosto 1997 al 17 maggio 1998 tra 12 squadre, che si incontrarono a girone unico con la formula della doppia gara d'andata e ritorno.
Dopo il termine della lunga sponsorizzazione con il birrificio John Cougar, che accompagnò il campionato per i primi dieci anni di vita, il comitato organizzatore del torneo, da tale stagione rinominato Premiership Rugby, strinse un accordo di naming con la compagnia britannica d'assicurazioni Allied Dunbar, a seguito del quale il torneo assunse il nome di Allied Dunbar Premiership One.
Come nella precedente edizione, il campionato fu costellato da controversie di ordine economico legate al nuovo status professionistico dei giocatori: la Rugby Football Union bocciò un calendario stilato dall'English First Division Rugby, lega organizzatrice del campionato, che prevedeva nelle pause del campionato alcuni incontri non ufficiali di tutti i club a turno contro Cardiff RFC e Swansea, compagini gallesi che avevano manifestato la propria intenzione di partecipare al campionato inglese invece di quello della propria federazione, al quale avevano altresì in programma di mandare le proprie squadre cadette.
In aggiunta a ciò, giunse anche la diserzione in massa dei club inglesi dalla Heineken Cup successiva nonostante Bath, alla prima partecipazione, si fosse laureato campione di tale manifestazione.
In alcune settimane di gara si giocarono solo due, tre, o anche una sola partita, e di conseguenza il calendario non seguì un andamento lineare.
Il torneo fu vinto dal Newcastle, formazione appena promossa in prima divisione e primo caso di matricola laureatasi campione; fu anche la prima affermazione di un club del nord del Paese, proveniente da una zona normalmente dedita al calcio e al rugby a XIII.
Fu anche la prima retrocessione di Bristol dopo 11 partecipazioni consecutive in prima divisione; dalla seconda divisione provennero tre club per portare il totale a 14 per l'edizione 1998-99.
Il valore delle marcature, come stabilito dall’IRFB nel 1992, era: 5 punti per ciascuna meta (7 se trasformata), 3 punti per la realizzazione di ciascun calcio piazzato, idem per il drop.

## Squadre partecipanti
- Bath
- Bristol
- Gloucester
- Harlequins (Londra)
- Leicester
- London Irish (Londra)
- Newcastle (Newcastle upon Tyne)
- Northampton
- Richmond (Londra)
- Sale Sharks (Sale)
- Saracens (Londra)
- Wasps (Londra)

## Risultati
| Data       |                           | Risultato |
| ---------- | ------------------------- | --------- |
| 23-8-1997  | Bath – Newcastle          | 13-20     |
| 23-8-1997  | Gloucester – Bristol      | 35-13     |
| 23-8-1997  | Northampton – Harlequins  | 23-26     |
| 23-8-1997  | Richmond – London Irish   | 32-12     |
| 24-8-1997  | Sale Sharks – Saracens    | 10-19     |
|            |                           |           |
|            |                           |           |
| Data       |                           | Risultato |
| 18-10-1997 | Richmond – Harlequins     | 37-16     |
| 18-10-1997 | Bath – Bristol            | 44-15     |
| 18-10-1997 | Northampton – Leicester   | 25-6      |
| 19-10-1997 | Sale Sharks – Newcastle   | 26-33     |
| 19-10-1997 | Wasps – Saracens          | 15-19     |
| 18-10-1997 | Gloucester – London Irish | 29-7      |
|            |                           |           |
| Data       |                           | Risultato |
| 8-11-1997  | Northampton – Saracens    | 13-19     |
| 9-11-1997  | Sale Sharks – Bristol     | 76-0      |
|            |                           |           |
|            |                           |           |
|            |                           |           |
|            |                           |           |
|            |                           |           |
| Data       |                           | Risultato |
| 20-12-1997 | Leicester – Harlequins    | 27-3      |
| 21-12-1997 | Richmond – Northampton    | 21-24     |
|            |                           |           |
|            |                           |           |
|            |                           |           |
|            |                           |           |
|            |                           |           |
| Data       |                           | Risultato |
| 10-1-1998  | Northampton – Sale Sharks | 33-14     |
| 11-1-1998  | Newcastle – London Irish  | 46-13     |
| 11-1-1998  | Saracens – Harlequins     | 25-16     |
| 11-1-1998  | Wasps – Gloucester        | 26-20     |
|            |                           |           |
|            |                           |           |
|            |                           |           |
| Data       |                           | Risultato |
| 11-2-1998  | Bath – Gloucester         | 47-3      |
|            |                           |           |
|            |                           |           |
|            |                           |           |
|            |                           |           |
|            |                           |           |
|            |                           |           |
| Data       |                           | Risultato |
| 28-2-1998  | Bath – Harlequins         | 39-13     |
| 28-2-1998  | Bristol – Leicester       | 24-27     |
|            |                           |           |
|            |                           |           |
|            |                           |           |
|            |                           |           |
|            |                           |           |
| Data       |                           | Risultato |
| 14-3-1998  | Bath – Leicester          | 16-5      |
| 14-3-1998  | Northampton – Bristol     | 35-12     |
| 14-3-1998  | Richmond – Newcastle      | 30-17     |
| 14-3-1998  | Sale Sharks – Harlequins  | 23-13     |
| 15-3-1998  | Gloucester – Saracens     | 38-15     |
| 15-3-1998  | Wasps – London Irish      | 19-38     |
|            |                           |           |
| Data       |                           | Risultato |
| 7-4-1998   | Newcastle – London Wasps  | 20-13     |
|            |                           |           |
|            |                           |           |
|            |                           |           |
|            |                           |           |
|            |                           |           |
|            |                           |           |
| Data       |                           | Risultato |
| 18-4-1998  | Gloucester – Bath         | 27-17     |
| 18-4-1998  | Harlequins – Leicester    | 14-23     |
| 18-4-1998  | Northampton – Richmond    | 39-47     |
| 18-4-1998  | Sale Sharks – Wasps       | 28-28     |
| 19-4-1998  | Bristol – London Irish    | 5-17      |
| 19-4-1998  | Saracens – Newcastle      | 12-10     |
|            |                           |           |
| Data       |                           | Risultato |
| 28-4-1998  | Bath – London Irish       | 20-3      |
| 29-4-1998  | Harlequins – Saracens     | 26-28     |
| 29-4-1998  | Wasps – Leicester         | 17-13     |
|            |                           |           |
|            |                           |           |
|            |                           |           |
|            |                           |           |
| Data       |                           | Risultato |
| 14-5-1998  | Newcastle – Bath          | 20-15     |
|            |                           |           |
|            |                           |           |
|            |                           |           |
|            |                           |           |
|            |                           |           |

| Data       |                            | Risultato |
| ---------- | -------------------------- | --------- |
| 30-8-1997  | Harlequins – Bath          | 20-27     |
| 30-8-1997  | Bristol – Wasps            | 21-38     |
| 30-8-1997  | Leicester – Gloucester     | 33-16     |
| 30-8-1997  | London Irish – Sale Sharks | 20-26     |
|            |                            |           |
|            |                            |           |
|            |                            |           |
| Data       |                            | Risultato |
| 25-10-1997 | Bristol – Northampton      | 22-15     |
| 25-10-1997 | Harlequins – Sale Sharks   | 52-41     |
| 25-10-1997 | Leicester – Bath           | 33-22     |
| 25-10-1997 | London Irish – Wasps       | 22-17     |
| 26-10-1997 | Newcastle – Richmond       | 18-12     |
| 26-10-1997 | Saracens – Gloucester      | 42-24     |
|            |                            |           |
| Data       |                            | Risultato |
| 13-12-1997 | Bristol – Richmond         | 12-13     |
| 13-12-1997 | Harlequins – Wasps         | 53-17     |
| 13-12-1997 | Leicester – Sale Sharks    | 55-15     |
| 13-12-1997 | London Irish – Northampton | 10-51     |
| 14-12-1997 | Newcastle – Gloucester     | 37-27     |
| 14-12-1997 | Saracens – Bath            | 50-23     |
|            |                            |           |
| Data       |                            | Risultato |
| 26-12-1997 | Saracens – Leicester       | 21-22     |
| 27-12-1997 | Bristol – Newcastle        | 8-50      |
| 27-12-1997 | Gloucester – Richmond      | 26-20     |
| 27-12-1997 | Harlequins – London Irish  | 26-24     |
| 27-12-1997 | Northampton – London Wasps | 18-10     |
| 27-12-1997 | Sale Sharks – Bath         | 11-13     |
|            |                            |           |
| Data       |                            | Risultato |
| 17-1-1998  | Leicester – Wasps          | 45-21     |
| 17-1-1998  | London Irish – Richmond    | 14-45     |
| 18-1-1998  | Bristol – Gloucester       | 13-14     |
| 18-1-1998  | Harlequins – Northampton   | 5-30      |
|            |                            |           |
|            |                            |           |
|            |                            |           |
| Data       |                            | Risultato |
| 14-2-1998  | Bath – Wasps               | 43-27     |
| 14-2-1998  | Bristol – Saracens         | 20-37     |
| 14-2-1998  | Gloucester – Northampton   | 20-15     |
| 14-2-1998  | Leicester – London Irish   | 34-19     |
| 15-2-1998  | Newcastle – Harlequins     | 43-15     |
| 15-2-1998  | Richmond – Sale Sharks     | 20-28     |
|            |                            |           |
| Data       |                            | Risultato |
| 7-3-1998   | Harlequins – Richmond      | 41-12     |
| 7-3-1998   | Leicester – Northampton    | 15-15     |
| 8-3-1998   | Bristol – Bath             | 16-22     |
| 8-3-1998   | Saracens – Wasps           | 33-27     |
|            |                            |           |
|            |                            |           |
|            |                            |           |
| Data       |                            | Risultato |
| 24-3-1998  | London Irish – Gloucester  | 23-19     |
| 25-3-1998  | Newcastle – Saracens       | 30-25     |
|            |                            |           |
|            |                            |           |
|            |                            |           |
|            |                            |           |
|            |                            |           |
| Data       |                            | Risultato |
| 10-4-1998  | Bath – Saracens            | 13-29     |
| 10-4-1998  | Richmond – Bristol         | 43-3      |
| 11-4-1998  | Gloucester – Newcastle     | 27-29     |
| 11-4-1998  | Sale Sharks – Leicester    | 35-21     |
| 12-4-1998  | Wasps – Harlequins         | 29-26     |
|            |                            |           |
|            |                            |           |
| Data       |                            | Risultato |
| 22-4-1998  | Northampton – London Irish | 33-18     |
| 22-4-1998  | Wasps – Newcastle          | 18-17     |
|            |                            |           |
|            |                            |           |
|            |                            |           |
|            |                            |           |
|            |                            |           |
| Data       |                            | Risultato |
| 2-5-1998   | Gloucester – Sale Sharks   | 31-19     |
| 2-5-1998   | Northampton – Bath         | 16-15     |
| 2-5-1998   | Richmond – Wasps           | 51-29     |
| 3-5-1998   | Bristol – Harlequins       | 19-26     |
| 3-5-1998   | Saracens – London Irish    | 29-21     |
| 4-5-1998   | Newcastle – Leicester      | 27-10     |
|            |                            |           |
| Data       |                            | Risultato |
| 17-5-1998  | Harlequins – Newcastle     | 20-44     |
| 17-5-1998  | London Irish – Leicester   | 16-55     |
| 17-5-1998  | Northampton – Gloucester   | 17-31     |
| 17-5-1998  | Sale Sharks – Richmond     | 28-40     |
| 17-5-1998  | Wasps – Bath               | 17-31     |
|            |                            |           |

| Data       |                            | Risultato |
| ---------- | -------------------------- | --------- |
| 8-10-1997  | Newcastle – Northampton    | 37-12     |
| 8-10-1997  | Saracens – Richmond        | 15-9      |
|            |                            |           |
|            |                            |           |
|            |                            |           |
|            |                            |           |
|            |                            |           |
| Data       |                            | Risultato |
| 1-11-1997  | Bath – Richmond            | 47-31     |
| 1-11-1997  | London Irish – Newcastle   | 19-35     |
| 2-11-1997  | Gloucester – Harlequins    | 16-77     |
| 2-11-1997  | Wasps – Sale Sharks        | 22-38     |
| 2-11-1997  | Saracens – Bristol         | 31-9      |
|            |                            |           |
|            |                            |           |
| Data       |                            | Risultato |
| 16-12-1997 | Richmond – Leicester       | 32-15     |
|            |                            |           |
|            |                            |           |
|            |                            |           |
|            |                            |           |
|            |                            |           |
|            |                            |           |
| Data       |                            | Risultato |
| 30-12-1997 | Bath – Northampton         | 26-3      |
| 30-12-1997 | Leicester – Newcastle      | 19-25     |
| 30-12-1997 | London Irish – Saracens    | 10-25     |
| 30-12-1997 | Sale Sharks – Gloucester   | 24-24     |
| 30-12-1997 | Wasps – Richmond           | 22-18     |
| 31-12-1997 | Harlequins – Bristol       | 38-40     |
|            |                            |           |
| Data       |                            | Risultato |
| 31-1-1998  | Northampton – Newcastle    | 17-21     |
| 31-1-1998  | Richmond – Saracens        | 10-15     |
| 1-2-1998   | Gloucester – Leicester     | 32-25     |
| 1-2-1998   | Sale Sharks – London Irish | 41-16     |
| 1-2-1998   | Wasps – Bristol            | 32-18     |
|            |                            |           |
|            |                            |           |
| Data       |                            | Risultato |
| 20-2-1998  | London Irish – Bristol     | 38-23     |
| 24-2-1998  | Saracens – Sale Sharks     | 42-20     |
|            |                            |           |
|            |                            |           |
|            |                            |           |
|            |                            |           |
|            |                            |           |
| Data       |                            | Risultato |
| 10-3-1998  | Newcastle – Sale Sharks    | 23-18     |
| 11-3-1998  | Gloucester – Wasps         | 22-15     |
|            |                            |           |
|            |                            |           |
|            |                            |           |
|            |                            |           |
|            |                            |           |
| Data       |                            | Risultato |
| 28-3-1998  | Leicester – Richmond       | 23-19     |
| 28-3-1998  | London Irish – Bath        | 35-49     |
| 29-3-1998  | Harlequins – Gloucester    | 36-16     |
|            |                            |           |
|            |                            |           |
|            |                            |           |
|            |                            |           |
| Data       |                            | Risultato |
| 13-4-1998  | Richmond – Bath            | 32-14     |
| 15-4-1998  | Bristol – Sale Sharks      | 15-25     |
|            |                            |           |
|            |                            |           |
|            |                            |           |
|            |                            |           |
|            |                            |           |
| Data       |                            | Risultato |
| 25-4-1998  | Bath – Sale Sharks         | 19-29     |
| 25-4-1998  | Leicester – Saracens       | 10-10     |
| 25-4-1998  | London Irish – Harlequins  | 62-14     |
| 25-4-1998  | Richmond – Gloucester      | 33-22     |
| 26-4-1998  | Newcastle – Bristol        | 43-18     |
| 26-4-1998  | Wasps – Northampton        | 31-15     |
|            |                            |           |
| Data       |                            | Risultato |
| 10-5-1998  | Leicester – Bristol        | 34-25     |
| 10-5-1998  | Sale Sharks – Northampton  | 30-19     |
| 11-5-1998  | Newcastle – Bath           | 20-15     |
|            |                            |           |
|            |                            |           |
|            |                            |           |

## Classifica
| Pos | Squadra      | G  | V  | N | P  | PF  | PS  | DP   | Pt |
| --- | ------------ | -- | -- | - | -- | --- | --- | ---- | -- |
| 1   | Newcastle    | 22 | 19 | 0 | 3  | 645 | 387 | +258 | 38 |
| 2   | Saracens     | 22 | 18 | 1 | 3  | 584 | 396 | +188 | 37 |
| 3   | Bath         | 22 | 13 | 0 | 9  | 575 | 455 | +120 | 26 |
| 4   | Leicester    | 22 | 12 | 2 | 8  | 569 | 449 | +120 | 26 |
| 5   | Richmond     | 22 | 12 | 0 | 10 | 607 | 499 | +108 | 24 |
| 6   | Gloucester   | 22 | 11 | 1 | 10 | 512 | 528 | −16  | 23 |
| 7   | Sale Sharks  | 22 | 10 | 2 | 10 | 605 | 558 | +47  | 22 |
| 8   | Northampton  | 22 | 9  | 1 | 12 | 493 | 472 | +21  | 19 |
| 9   | Wasps        | 22 | 8  | 1 | 13 | 490 | 609 | −119 | 17 |
| 10  | Harlequins   | 22 | 8  | 0 | 14 | 516 | 645 | −129 | 16 |
| 11  | London Irish | 22 | 6  | 0 | 16 | 457 | 673 | −216 | 12 |
| 12  | Bristol      | 22 | 2  | 0 | 20 | 351 | 733 | −382 | 4  |

## Verdetti
- Newcastle: Campione d'Inghilterra
- Bristol: retrocesso in Premiership Two 1998-99